# 小烛藓科
小烛藓科（学名：Bruchiaceae）为曲尾藓目的一个科。

## 下级分类
本科包括以下属：
- 小烛藓属 Bruchia Schwaegr.
- Eobruchia W.R.Buck
- Trematodon Michx.